# 马耳他虎

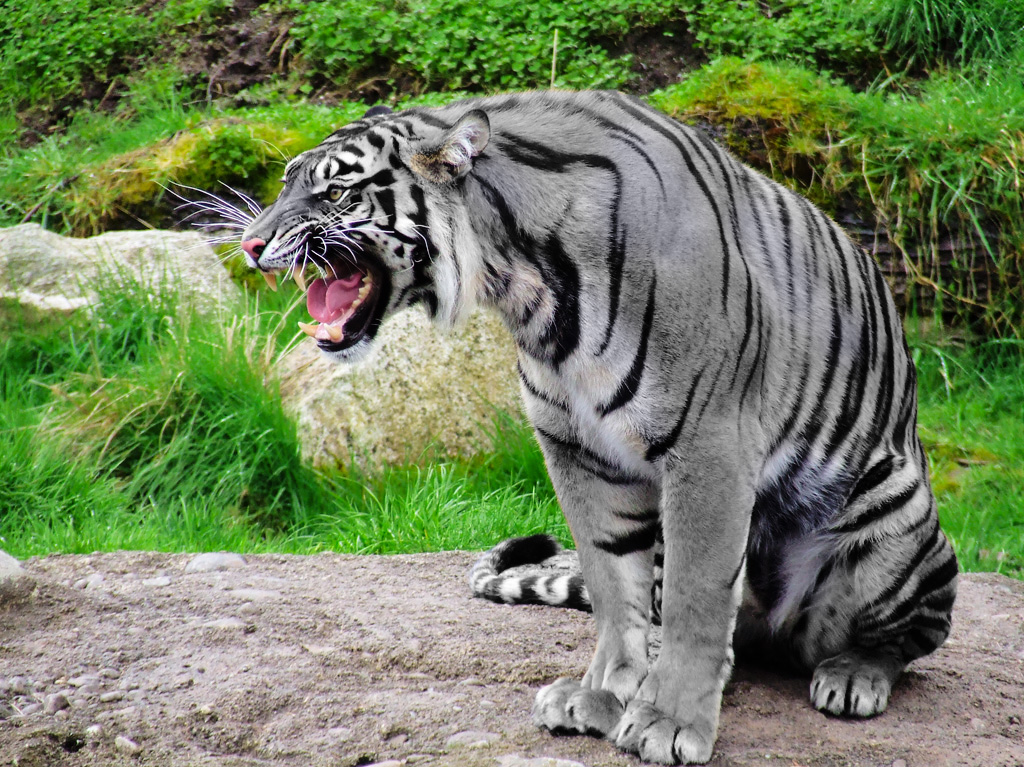
馬爾他虎的想像圖

马耳他虎（英语：Maltese tiger），又名蓝虎（blue tiger），是一种据传生存于中国福建省的有着蓝色与灰色毛皮的老虎。

## 參閱條目
- 馬爾他貓